# مسابقات فرمول یک فصل ۲۰۲۶
مسابقات قهرمانی جهانی فرمول یک فیا ۲۰۲۶ یک فصل قهرمانی مسابقات اتومبیلرانی برنامه ریزی شده برای اتومبیل های فرمول یک است، این فصل هفتاد و هفتمین دوره مسابقات قهرمانی جهان فرمول یک خواهد بود. فدراسیون بین‌المللی اتومبیل‌رانی (فیا)، هیئت حاکمه ورزش‌های موتوری بین المللی، به عنوان بالاترین کلاس رقابت برای اتومبیل های مسابقه ای چرخ باز شناخته شده است و برگزار کننده این مسابقات خواهد بود. مسابقات قهرمانی در چندین جایزه بزرگ در سراسر جهان برگزار می شود. رانندگان و تیم ها قرار است به ترتیب برای عناوین قهرمانی رانندگان جهان و قهرمانی سازندگان جهان به رقابت بپردازند.

## فهرست ورودی
سازندگان و رانندگان زیر برای شرکت در مسابقات قهرمانی جهان 2026 قرارداد دارند. همه تیم ها باید با لاستیک های عرضه شده توسط پیرلی رقابت کنند.  هر تیم باید حداقل دو راننده را برای این مسابقات وارد کند.
| تیم                                | سازنده                        | واحد قدرت     | رانندگان | رانندگان            |
| تیم                                | سازنده                        | واحد قدرت     | شماره.   | راننده              |
| ---------------------------------- | ----------------------------- | ------------- | -------- | ------------------- |
| BWT Alpine Formula 1 Team          | آلپاین-مرسدس                  | Mercedes      | 10       | پیر گاسلی           |
| BWT Alpine Formula 1 Team          | آلپاین-مرسدس                  | Mercedes      | TBC      | TBA                 |
| Aston Martin آرامکو Honda          | استون مارتین آرامکو-هوندا     | Honda         | 14       | فرناندو آلونسو      |
| Aston Martin آرامکو Honda          | استون مارتین آرامکو-هوندا     | Honda         | 18       | لانس استرول         |
| تیم فرمول یک آئودی                 | آئودی                         | Audi          | 5        | گابریل بورتولتو     |
| تیم فرمول یک آئودی                 | آئودی                         | Audi          | 27       | نیکو هولکنبرگ       |
| تیم فرمول یک کادیلاک               | Cadillac-اسکودریا فراری       | Ferrari       | TBC      | TBA                 |
| تیم فرمول یک کادیلاک               | Cadillac-اسکودریا فراری       | Ferrari       | TBC      | TBA                 |
| Scuderia Ferrari اچ‌پی              | اسکودریا فراری                | Ferrari       | 16       | شارل لکلرک          |
| Scuderia Ferrari اچ‌پی              | اسکودریا فراری                | Ferrari       | 44       | لوییس همیلتون       |
| مانی‌گرم Haas F1 Team               | هاس-فراری                     | فراری         | 31       | استابان اوکون       |
| مانی‌گرم Haas F1 Team               | هاس-فراری                     | فراری         | 87       | اولیور برمن         |
| McLaren Formula 1 Team             | مک‌لارن-مرسدس                  | مرسدس         | 4        | لاندو نوریس         |
| McLaren Formula 1 Team             | مک‌لارن-مرسدس                  | مرسدس         | 81       | اسکار پیاستری       |
| Mercedes-AMG Petronas F1 Team      | مرسدس                         | مرسدس         | TBC      | نامشخص              |
| Mercedes-AMG Petronas F1 Team      | مرسدس                         | مرسدس         | TBC      | نامشخص              |
| Visa Cash App Racing Bulls F1 Team | ریسینگ بولز-ردبول فورد        | ردبول فورد    | TBC      | نامشخص              |
| Visa Cash App Racing Bulls F1 Team | ریسینگ بولز-ردبول فورد        | ردبول فورد    | TBC      | نامشخص              |
| اورکل کورپوریشن ردبول ریسینگ       | Red Bull Racing-Red Bull Ford | Red Bull Ford | 33       | ماکس فرستاپن        |
| اورکل کورپوریشن ردبول ریسینگ       | Red Bull Racing-Red Bull Ford | Red Bull Ford | TBC      | TBA                 |
| اتلاسیان ویلیامز ریسینگ            | ویلیامز-مرسدس                 | مرسدس         | 23       | الکساندر آلبون      |
| اتلاسیان ویلیامز ریسینگ            | ویلیامز-مرسدس                 | مرسدس         | 55       | کارلوس ساینز جونیور |
| منبع:                              |                               |               |          |                     |

### تغییرات تیمی
کادیلاک در فصل ۲۰۲۶ یازدهمین تیم فرمول یک خواهد شد که اولین حضور کادیلاک در این سری و اولین تیم جدید در مسابقات از زمان هاس در فصل ۲۰۱۶ است. این تیم از واحدهای قدرت و گیربکس فراری استفاده خواهد کرد.     کادیلاک پیش از این تلاش کرده بود تا با آندرتی گلوبال وارد مسابقات فرمول یک شود که با مخالفت تیم و کمیته برگزاری مواجه شده بود.  
همزمان با تغییرات مقررات موتور، سه سازنده موتور جدید نیز وارد فرمول یک خواهند شد. آئودی با خرید تیم موجود ساوبر در فصل ۲۰۲۴ ، برای اولین بار وارد این ورزش خواهد شد. این تیم در فصول ۲۰۲۴ و ۲۰۲۵ با عنوان کیک سائوبر و با استفاده از موتورهای فراری قبل از تبدیل شدن به تیم کارخانه آئودی در سال ۲۰۲۶ مسابقه خواهد داد. در نتیجه هاس و کادیلاک تازه وارد به دو تیم مشتریان فراری تبدیل خواهند شد.  

## تقویم

کشورهایی که به عنوان میزبان یک جایزه بزرگ در فصل ۲۰۲۶ انتخاب شده‌اند، با رنگ سبز، و موقعیت پیست‌های مسابقه با نقطهٔ سیاه مشخص شده‌است. کشورهای میزبان سابق نیز با رنگ خاکستری تیره، و موقعیت پیست‌های مسابقهٔ سابق با نقطهٔ سفید مشخص شده‌است.